# Pål Johannessen
Pål Johannessen (født 11. februar 1959, død 17. maj 2024) var en norsk skuespiller, kendt for sin rolle som Kjell og Valborgs søn Basse i de norske film om Olsenbanden. Han spillede denne rolle i de syv første film i serien og i den sidste, Olsenbandens siste stikk, i 1999.

## Filmografi
- 1966 Afrikaneren – Lillebror
- 1969 Olsen-Banden – Basse
- 1970 Olsenbanden og Dynamitt-Harry – Birger
- 1972 Olsenbanden tar gull – Basse
- 1973 Olsenbanden og Dynamitt-Harry går amok – Basse
- 1974 Olsenbanden møter Kongen & Knekten – Basse
- 1975 Olsenbandens siste bedrifter – Basse
- 1976 Olsenbanden for full musikk – Basse
- 1999 Olsenbandens siste stikk – Basse